# Canon EOS 5D Mark III
5D Mark II 5Ds / 5DsR
5D Mark IV
Le Canon EOS 5D Mark III  est un appareil photographique reflex numérique plein format de 22,1 mégapixels fabriqué par Canon, sorti en mars 2012. Son prédécesseur est le 5D Mark II.
Canon a reçu, pour ce boîtier, le prix TIPA (Technical Image Press Association) du meilleur reflex numérique vidéo en 2012.

## Caractéristiques

### Système optique
- Monture à objectifs interchangeables (monture EF)
- Viseur : Pentaprisme avec couverture d'image 100 %, correcteur dioptrique intégré de –3,0 δ à +1,0 δ
- Obturateur  : obturateur plan focal de 30 s à 1/8000 s (par incréments 1/2 ou d'1/3), pose longue (bulb) + Synchro-X maxi Flash 1/200 s
- Capteur CMOS avec filtre couleur primaire (RVB) de 36 × 24 mm (format 24 × 36), unité auto-nettoyante
- Sensibilité : 100-12 800 ISO automatique, 100-25 600 ISO (par paliers de 1/3 ou d'une valeur), extensible à 50-102 400 ISO
- Coefficient de conversion des focales : 1× (égal à la focale de l'objectif monté)
- Définition : 22,1 millions de pixels[1]
- Ratio image : 3:2

### Système de prise de vue
- Mode Live View avec couverture 100 % et 30 im./s
- Autofocus : 61 collimateurs autofocus : Sélection manuelle : 1 seul collimateur AF (possibilité de sélectionner 61, 15 ou 9 collimateurs ou 41 collimateurs de type croisé uniquement), mesure AF spot, extension du collimateur AF à 4 collimateurs (haut, bas, gauche, droite), extension du collimateur AF aux 8 collimateurs environnants, AF de zone (les collimateurs AF peuvent être sélectionnés individuellement pour les prises de vue au format vertical ou horizontal)
- Mesure lumière : TTL à pleine ouverture sur 63 zones SPC double couche. Mesure évaluative couplée à tous les collimateurs AF, sélective 6,2 %, Spot centrée 1,5 %, moyenne à prédominance centrale. Correction d'exposition ±5 IL par paliers de 1/2 ou 1/3 (combinable avec le bracketing d'exposition automatique), mémorisation d’exposition
- Balance des blancs : Balance des blancs auto par le capteur + 1 réglage enregistrable
- Modes : Auto+, programme d'exposition automatique, Tv (priorité à la vitesse), Av (priorité à l'ouverture), M (manuel), personnalisé (x3)
- Mode rafale : Max. environ 6 images par seconde jusqu'à 16270 images en JPEG et 18 images en RAW (avec carte UDMA)
- Mesure flash : Flash auto E-TTL II, manuel, ±3 IL par paliers de 1/2 ou de 1/3

### Gestion d’images
- Processeur d'images DIGIC 5+ 14 bits
- Matrice couleur : Adobe RVB
- Système de création d'images HDR
- Enregistrement : CompactFlash Type I (compatible UDMA), cartes SD, SDHC ou SDXC
  - Modes d’enregistrement (JPEG/RAW) :
    - L/RAW 5760 × 3840
    - M-RAW 3960 × 2640
    - M 3840 × 2560
    - S1/S-RAW 2880 × 1920
    - S2 1920 × 1280
    - S3 720 × 480

  - Modes d’enregistrement vidéo :
    - 1920 × 1080 (29,97, 25, 23,976 im./s) intra-image ou inter-image
    - 1280 × 720 (59,94, 50 im./s) intra-image ou inter-image
    - 640 × 480 (59,94, 50 im./s) inter-image

### Boîtier
- Dimensions : 152 × 116,4 × 76,4 mm
- Masse : 950 g (sans alimentation)
- Étanchéité : Étanche à la poussière et à l'humidité
- Affichage : Écran LCD 3,2" 1 040 000 pixels (couverture 100 %) TFT Clear View II, angle de vue 170° (horizontal/vertical)
- Batterie grip BG-E11 optionnelle, comprenant une poignée pour la tenue verticale, un déclencheur, une roue de contrôle, et contenant deux batteries Li-Ion

### Connectivité
- Alimentation : Accumulateur lithium-ion LP-E6 (autonomie : 950 déclenchements à 23 °C et 850 à 0 °C)
- Mini-connecteur de sortie HDMI, sortie vidéo (PAL/NTSC), mini jack pour casque, microphone externe (mini jack stéréo)
- Son : le Canon EOS 5D Mark III dispose d'un mini jack stéréo pour brancher un micro externe. L'appareil dispose aussi d'un mini jack pour brancher un casque.